# Xoanodera regularis
Xoanodera regularis är en skalbaggsart som beskrevs av Charles Joseph Gahan 1890. Xoanodera regularis ingår i släktet Xoanodera och familjen långhorningar.
Artens utbredningsområde är:
- Laos.
- Burma.

Inga underarter finns listade i Catalogue of Life.